# Mancozeb
Mancozeb ist eine chemische Verbindung aus der Gruppe der Dithiocarbamate, die als Pflanzenschutzmittel (Fungizid) verwendet wird.

## Geschichte
Mancozeb wurde 1948 in den USA als Breitbandfungizid für die Landwirtschaft und den Gartenbau zugelassen.

## Gewinnung und Darstellung
Gewonnen wird Mancozeb durch Reaktion von Maneb mit Zinkchlorid. Es liegt vor als ein Gemisch von Mangan-Ethylenbisdithiocarbamat und Zink-Ethylenbisdithiocarbamat und lässt sich etwa mit der Verhältnisformel (C4H6MnN2S4)x·(C4H6N2S4Zn)y mit x:y=94:6 beschreiben.

## Verwendung

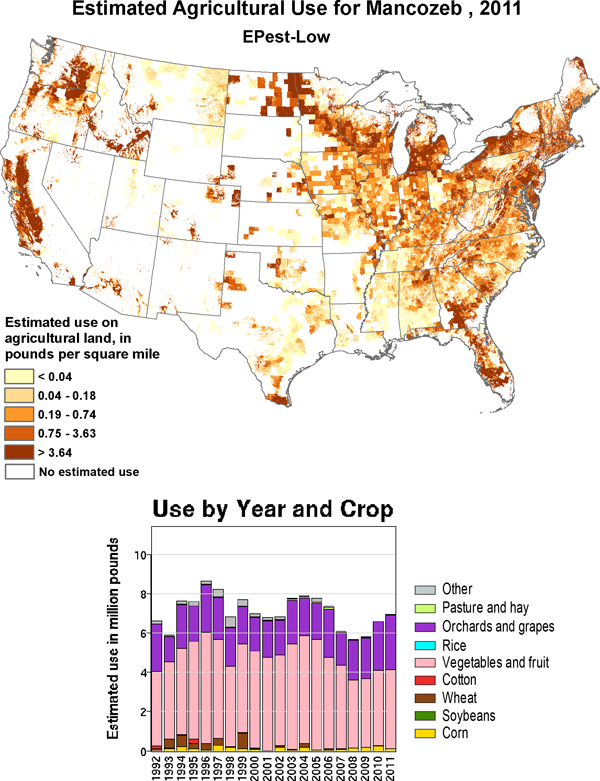
Verwendung in den USA

Mancozeb wird unter verschiedenen Handelsnamen (z. B. Dithane, Manzeb, …) als Wirkstoff in Pflanzenschutzmitteln (Fungizid) bei vielen Land- und Gartenbauprodukten (z. B. vielen Obst-, Gemüse-, Nuss- und Getreidesorten, aber auch Kartoffeln, Wein, Mais und Baumwolle), auch in Kombination mit den Wirkstoffen Zineb und Maneb verwendet. Mancozeb hat lediglich eine vorbeugende Kontaktwirkung.

## Zulassungsstatus
Die EU-Zulassung ist zum 31. Januar 2018 ausgelaufen. Auf nationaler Ebene war Mancozeb in 27 EU-Staaten sowie in der Schweiz zugelassen und in zahlreichen Pflanzenschutzmitteln enthalten. Wegen bestätigter Gesundheitsbedenken hat die Europäische Kommission am 14. Dezember 2020 beschlossen, Mancozeb die EU-Marktzulassung zu entziehen. Die Mitgliedstaaten mussten die Zulassungen für alle Pflanzenschutzmittel, die Mancozeb enthalten, bis Juni 2021 zurückziehen.
In der Schweiz wurde die Aufbrauchfrist aufgrund eines hängigen Gerichtsverfahrens auf den 31. Mai 2022 gesetzt.

## Gesundheitsgefahren
Die Erlaubte Tagesdosis beträgt 0,05, die Akute Referenzdosis 0,6 und die Annehmbare Anwenderexposition 0,035 Milligramm pro Kilogramm Körpergewicht und Tag.
Die Europäische Behörde für Lebensmittelsicherheit (EFSA) hat gesundheitliche und umweltbezogene Bedenken wegen toxischer und endokrinschädigender Eigenschaften für Menschen und Tiere.